# Rudolf von Scheliha
Rudolf von Scheliha (n. 31 de mayo de 1897, Zessel, Silesia - f. 22 de diciembre de 1942, Berlin-Plötzensee) fue un diplomático alemán ejecutado por los nazis por actividades en la Resistencia y conexiones con la Orquesta Roja.
Scheliha nació en Silesia. Su abuelo fue el ministro de finanzas de Prusia y estadista Johannes von Miquel (1828-1901). 
Sirvió en la Primera Guerra Mundial como oficial en la armada. Estudió leyes y se unió al cuerpo diplomático en 1922. Como miembro de la embajada alemana en Varsovia se enteró de las atrocidades cometidas por los nazis y se unió a la resistencia.
Como miembro de la Orquesta Roja despertó sospechas de la Gestapo que lo arrestó. Fue condenado y ahorcado en la prisión de Berlin-Plötzensee.
Desde 1997, una calle de Hamburgo lleva su nombre en tributo.